# Triticum borisovii
Triticum borisovii är en gräsart som beskrevs av Zhebrak. Triticum borisovii ingår i släktet veten, och familjen gräs. Inga underarter finns listade i Catalogue of Life.